# Райнер Кунце
Райнер Кунце (нім. Reiner Kunze; нар. 16 серпня 1933, Ельсніц) — німецький письменник, перекладач літератури, дисидент НДР.
Навчався за фахом «засоби масової інформації та журналістика» в Лейпцизькому університеті. 1968 року вийшов із керівної партії НДР СЄПН після вторгнення країн комуністичного Варшавського пакту у Чехословаччину задля придушення Празької весни. Вимушений був публікувати свою творчість під різними псевдонімами. 1976 року в Західній Німеччині вийшла його найвідоміша книжка «Дивовижні роки» (нім. Die wunderbaren Jahre), яка містила критичне осмислення життя і політики по цей бік Залізної завіси та одержала велике визнання критики. 1977 року режим НДР вигнав його з країни і Кунце переїхав у ФРН. Зараз живе поблизу Пассау у Баварії.
Його творчий доробок складається здебільшого з поезії, хоча він писав і прозу, в тому числі нариси. Відомий також як перекладач чеської поезії та прози. 

## Доробок
- Die Zukunft sitzt am Tische. 1955 (з Егоном Гюнтером)
- Vögel über dem Tau. Liebesgedichte und Lieder. 1959
- Fragen des lyrischen Schaffens. 1960 (Beiträge zur Gegenwartsliteratur, Issue 18)
- Widmungen. 1963
- Die guten Sitten. 1964 (з Гайнцем Кноблохом)
- Sensible Wege. 1969
- Der Löwe Leopold, fast Märchen, fast Geschichten. 1970
- Zimmerlautstärke. 1972
- Briefe mit blauem Siegel. 1973
- Die Wunderbaren Jahre. 1976
- The Tale of Dis. 1976
- Die Wunderbaren Jahre. 1979 [кіносценарій]
- Auf eigene Hoffnung. 1981
- Gespräch mit der Amsel. 1984
- Eines Jeden Einziges Leben. 1986
- Zurückgeworfen auf sich Selbst. Interviews (1984–1988), 1989
- Das weiße Gedicht. 1989
- Deckname Lyrik. 1990
- Wohin der Schlaf sich Schlafen Legt. 1991
- Am Sonnenhang, Tagebuch eines Jahres. 1993
- Steine und Lieder: Namibische Notizen und Fotos. 1996
- Ein Tag auf Dieser Erde. 1998
- Nocturne in E. 2001 (з Андреасом Фельгером)
- Die Aura der Wörter. 2002
- Der Kuß der Koi. 2002
- Wo wir zu Hause das Salz haben. 2003
- Bleibt Nur Die Eigne Stirn. 2005
- Lindennacht. 2007